# Scarba
Scarba és una petita illa de les Hèbrides Interiors, situada al nord-oest d'Escòcia. Es troba just al nord de l'illa de Jura. S'eleva abruptament fins als 449 metres amb el Cruach Scarba.
L'illa no es troba permanentment habitada des dels anys 60 del segle xx. Tanmateix, avui és coberta de pastures i posseeix un ramat creixent de cérvols.
Fins a Scarba no hi arriba cap transbordador públic, però l'accés des de Craobh Haven n'és possible parlant amb els mariners locals. La circulació per l'illa hi és difícil, ja que en la seva majoria no hi ha camins ni rutes gaire definides. Encara que els cims de l'illa no presentin gaires dificultats tècniques, sovint es troben coberts de boira i és necessari d'anar proveït de material d'orientació. Els cims es troben envoltats de petits llacs.